# Пабло Полі
Пабло́ Полі́ (фр. Pablo Pauly; нар. ?) — французький актор.

## Біографія
У 2009 році Пабло Паулі закінчив акторські Курси Флоран, де навчався у Жана-П'єра Гарньє. У 2012 році він поступив до Національної консерваторії драматичного мистецтва в Парижі.
Як актор Полі дебютував у 2011 році в телесеріалі «Шахраї» на Canal+, а наступного року зіграв роль Джордана в серіалі «Каїн». У 2014 році актор зіграв Жульєна у фільмі «Кохання тут або з собою» та Йоана у стрічці «З усіх сил» режисера Нільса Таверньє. У 2015 році Полі зіграв роль Ерве у фільмі під назвою «Дисконт». У 2016 році знявся в Доньці Бреста режисерки Еммануель Берко в ролі адвоката Шарля-Жозефа Уда.
У 2017 році Пабло Полі зіграв головну роль у фільму «Пацієнтах», поставленому ран Гран Кор Малядом та Мехді Ідіром, та був номінований за роботу у фільмі на здобуття Премії «Люм'єр» 2018 року в категорії «Багатонадійний актор».

## Фільмографія
| Рік  |    | Українська назва              | Оригінальна назва             | Роль                                |
| ---- | -- | ----------------------------- | ----------------------------- | ----------------------------------- |
| 2011 | с  | Шахраї                        | Lascars                       |                                     |
| 2012 | с  | Каїн                          | Caïn                          | Джордан                             |
| 2012 | ф  | Не погано б схуднути          | Mince alors!                  | водій човника                       |
| 2013 | ф  | З усіх сил                    | De toutes nos forces          | Йоан                                |
| 2013 | ф  | Фонзі                         | Fonzy                         | Пабло                               |
| 2013 | ф  | Знову 16                      | 16 ans ou presque             | Жаель                               |
| 2014 | кф | Реквієм для мого батька       | Requiem pour mon père         |                                     |
| 2014 | ф  | Кохання тут або з собою       | Amour sur place ou à emporter | Жульєн                              |
| 2014 | ф  | Дисконт                       | Discount                      | Ерве                                |
| 2014 | ф  | Тато не грав в Роллінг Стоунз | Papa Was Not a Rolling Stone  | Робер                               |
| 2015 | кф | Не думав, не гадав            | La tête de l'emploi           |                                     |
| 2015 | кф | Мобілізація                   | Mobilisation                  |                                     |
| 2015 | ф  | Джафарон                      | Арон                          |                                     |
| 2016 | ф  | Кароль Матьє                  | Carole Matthieu               | Седрік                              |
| 2016 | ф  | Донька Бреста                 | La fille de Brest             | Шарль-Жозеф Уда, адвокат потерпілих |
| 2016 | ф  | Пацієнти                      | Patients                      | Бен                                 |

## Визнання
| Нагороди та номінації Пабло Полі                          | Нагороди та номінації Пабло Полі   | Нагороди та номінації Пабло Полі | Нагороди та номінації Пабло Полі |
| Рік                                                       | Категорія                          | Фільм                            | Результат                        |
| --------------------------------------------------------- | ---------------------------------- | -------------------------------- | -------------------------------- |
| Міжнародний кінофестиваль короткометражних фільмів у Делі |                                    |                                  |                                  |
| 2014                                                      | Приз фестивалю найкращому акторові | Реквієм для мого батька          | Перемога                         |
| Міжнародний фестиваль європейських фільмів                |                                    |                                  |                                  |
| 2015                                                      | Найкращий актор                    | Реквієм для мого батька          | Перемога                         |
| Премія «Люм'єр»                                           |                                    |                                  |                                  |
| 2018                                                      | Багатонадійний актор               | Пацієнти                         | Номінація                        |
| Премія «Сезар»                                            |                                    |                                  |                                  |
| 2018                                                      | Найперспективніший актор           | Пацієнти                         | Номінація                        |